# Крутовское сельское поселение (Колпнянский район)
Крутовское се́льское поселе́ние — муниципальное образование в Колпнянском районе Орловской области Российской Федерации.
Административный центр — село Крутое.

## История
Статус и границы сельского поселения установлены Законом Орловской области от 19 ноября 2004 года № 448-ОЗ «О статусе, границах и административных центрах муниципальных образований на территории Колпнянского района Орловской области».

## Население
| 2010  | 2012  | 2013  | 2014  | 2015  | 2016  | 2017  |
| ----- | ----- | ----- | ----- | ----- | ----- | ----- |
| 1523  | ↘1454 | ↘1406 | ↘1353 | ↘1313 | ↘1268 | ↘1233 |
| 2018  | 2019  | 2020  | 2021  | 2023  |       |       |
| ↘1194 | ↘1173 | ↘1144 | ↗1262 | ↘1231 |       |       |

## Состав сельского поселения
| №  | Населённый пункт    | Тип населённого пункта       | Население |
| -- | ------------------- | ---------------------------- | --------- |
| 1  | Алисово             | деревня                      | 36        |
| 2  | Долгий Колодезь     | деревня                      | 72        |
| 3  | Дровосечное         | село                         | ↘443      |
| 4  | Зубарёвка           | деревня                      | 34        |
| 5  | Казаковка           | деревня                      | 6         |
| 6  | Камыши              | деревня                      | 9         |
| 7  | Кобзевка            | деревня                      | 1         |
| 8  | Красный             | посёлок                      | 13        |
| 9  | Крутое              | село, административный центр | ↘503      |
| 10 | Кутепово            | деревня                      | 1         |
| 11 | Луговое             | деревня                      | 16        |
| 12 | Нетрубеж            | село                         | ↘202      |
| 13 | Ревякинские Выселки | деревня                      | 9         |
| 14 | Редькино            | деревня                      | 49        |
| 15 | Селиваново          | деревня                      | 37        |
| 16 | Чашино              | деревня                      | 53        |
| 17 | Чибисовка           | деревня                      | 4         |
| 18 | Ягодное             | деревня                      | 31        |